# Long My (Dat Do)
Long Mỹ is een xã in het district Đất Đỏ, een van de districten in de Vietnamese provincie Bà Rịa-Vũng Tàu.